# 南角
南角（英語：South Point），是南極洲的海岬，位於南設得蘭群島的欺骗岛最南端，處於入口角西南面3.2公里，由英國探險隊繪入地圖，現時由南極條約體系管理。